# TNT-Fortuna Combined Events Meeting 2016
TNT-Fortuna Combined Events Meeting 2016 – 10. edycja zawodów lekkoatletycznych w konkurencjach wielobojowych rozegrana 10 i 11 czerwca na stadionie Sletiště w czeskim Kladnie. Mityng był piątą odsłoną cyklu IAAF Combined Events Challenge w sezonie 2016.

## Rezultaty
| Konkurencja:           | 1. miejsce       | Rezultat  | 2. miejsce     | Rezultat  | 3. miejsce        | Rezultat  |
| Dziesięciobój mężczyzn | Lars Rise        | 7925 pkt. | Marek Lukáš    | 7903 pkt. | Mikk Pahapill     | 7814 pkt. |
| Siedmiobój kobiet      | Kateřina Cachová | 6328      | Jana Maksimawa | 6076 pkt. | Karolina Tymińska | 6075 pkt. |